# Pongsan-gun
Pongsan-gun (koreanska: 봉산군) är en kommun i Nordkorea.   Den ligger i provinsen Norra Hwanghae, i den sydvästra delen av landet, 60 km söder om huvudstaden Pyongyang.